# Malestream
Malestream ist eine Abwandlung des Wortes Mainstream (Hauptströmung) aus dem Bereich (queer-)feministischer Gesellschafts-, Wissenschafts- und Herrschaftskritik.

## Bedeutung und Ursprung
Durch Umwandlung von main (englisch: Haupt-, hauptsächlich) in das ähnlich klingende male (englisch: männlich, Mann) werden dominante Strömungen gesellschaftlicher Bereiche und Debatten charakterisiert, die als durch Männer bestimmt und auf deren Lebens- und Wertvorstellungen hin gestaltet verstanden werden.
„Malestream“ wird auch als Schlagwort gebraucht, um davon als randständig betrachtete (queer-)feministischen Teil- oder Gegenöffentlichkeiten abzugrenzen, in denen Hierarchisierungen durch soziales Geschlecht (Gender) oder sexuelle Orientierung ihrem Selbstverständnis nach deutlich thematisiert und kritisiert werden.
Geprägt wurde der Begriff malestream Anfang der 1980er Jahre von der kanadischen politischen Philosophin und Feministin Mary O’Brien (1926–1998) in ihrem Buch The Politics of Reproduction. O’Brien trat darin den aus ihrer Sicht noch weitgehend offen frauenfeindlichen Strukturen ihrer Zeit entgegen mit ihrer Analyse einer Ideologie der männlichen Überlegenheit (ideology of male supremacy), die Licht auf das Malestream-Denken (male-stream thought) von Philosophie und Politikwissenschaften werfen sollte, um so den vermeintlich objektiven Wissenschaften eine Zentrierung auf den männlichen Geschlechterstandpunkt nachzuweisen wie auch eine herrschaftsstabilisierende Funktion für die bestehende (patriarchale) Geschlechterordnung.
Später fand der Begriff „Malestream“ auch Eingang in verschiedene Bereiche feministischer Gesellschaftskritik im deutschsprachigen Raum.

## Kritik
In einer Besprechung von Helke Sanders Film Mitten im Malestream (2005) kritisiert Heide Oestreich indirekt die plakative Verwendung des Begriffs „Malestream“, indem sie beiläufig feststellt, dass der Mainstream „längst kein einfacher ‘Malestream’ mehr“ sei.

## In Titeln von Veröffentlichungen
- Mitten im Malestream. Film von Helke Sander, 2005
- Lea Susemichel, Saskya Rudigier, Gabi Horak (Hrsg.): Feministische Medien. Öffentlichkeiten jenseits des Malestream. Ulrike Helmer Verlag, 2008
- Malestreaming Gender? Geschlechterverhältnisse in der Entwicklungspolitik. Sonderheft der Zeitschrift Blätter des Informationszentrums 3. Welt, 2000, iz3w.org (PDF; 2,0 MB)
- Mary Spongberg: If She’s So Great, How Come So Many Pigs Dig Her? Germaine Greer and the malestream press. In: Women’s History Review, Volume 2, Issue 3, 1993, doi:10.1080/09612029300200036
- Elisabeth Ettorre, Elianne Riska: Psychotropics, sociology and women: are the ‘halcyion days’ of the ‘malestream’ over? In: Sociology of Health & Illness, Vol. 15 No. 4, 1993, doi:10.1111/1467-9566.ep11373325
- Nancy Hartsock: Political Science as Malestream Discourse: Can this Discipline be Saved? In: Österreichische Zeitschrift für Politikwissenschaft, Heft 2, 1990, S. 151–160.
- Karen J. Warren: Rewriting the Future: The Feminist Challenge to the Malestream Curriculum. In: Feminist Teacher, Vol. 4, No. 2/3, Fall 1989, S. 46–52.
- Mammed Bagher, Janet Hanna: Gender, Organisations and Malestream Environment. managementjournals.com (PDF)